# Columbidae
Columbidae este o familie de păsări formată din porumbei, turturele și guguștiuci. Este singura familie din ordinul Columbiformes. Acestea sunt păsări cu corp robust, cu gât scurt și cioc scurt și subțire care, la unele specii, prezintă o structură ceroasă. Se hrănesc în principal cu plante și pot fi împărțite din punct de vedere taxonomic în granivore, care se hrănesc mai ales pe sol cu semințe, și frugivore, care se hrănesc mai ales cu fructe, de pe ramuri. Familia este prezentă în întreaga lume, deseori în imediata apropiere a oamenilor, dar cea mai mare varietate se găsește în Asia de Sud și de Sud-Est și Australasia.
Familia Columbidae conține 344 de specii împărțite în 50 de genuri. Cincizeci și nouă de specii sunt enumerate ca fiind amenințate, iar treisprezece au dispărut, inclusiv dodo, o pasăre insulară, și porumbelul pasager, singura specie de pasăre care nu este limitată la o insulă mică și care a dispărut în epoca modernă, chiar dacă stolurile sale erau numărate.
Din cele mai vechi timpuri, multe specii de Columbidae au dezvoltat relații culturale și practice complexe cu oamenii. Porumbeii erau simboluri importante ale zeițelor Inanna, Asherah și Afrodita și erau venerați de primele religii creștine, islamice și evreiești. Domesticirea porumbeilor a dus la utilizarea semnificativă a porumbeilor voiajori pentru comunicare, inclusiv a porumbeilor de război, cum ar fi cei 32 de porumbei care au primit Medalia Dickin pentru „servicii curajoase” aduse țării lor, în cel de-al Doilea Război Mondial.

## Taxonomie
Denumirea "Columbidae" pentru această familie a fost introdusă de zoologul englez William Elford Leach într-un ghid al conținutului British Museum publicat în 1819. Columbidae este singura familie vie din ordinul Columbiformes. Găinușa de nisip (Pteroclidae) a fost anterior plasată aici, dar a fost mutată într-un ordin separat, Pterocliformes, pe baza diferențelor anatomice (cum ar fi incapacitatea de a bea prin „supt”).
Columbidele sunt de obicei împărțite în cinci subfamilii, probabil în mod inexact. De exemplu, porumbeii americani de pământ și turturicile pestrițe, care sunt de obicei plasați în Columbinae, par a fi două subfamilii distincte. Ordinea prezentată aici urmează Baptista et al. (1997), cu unele actualizări.

### Lista genurilor

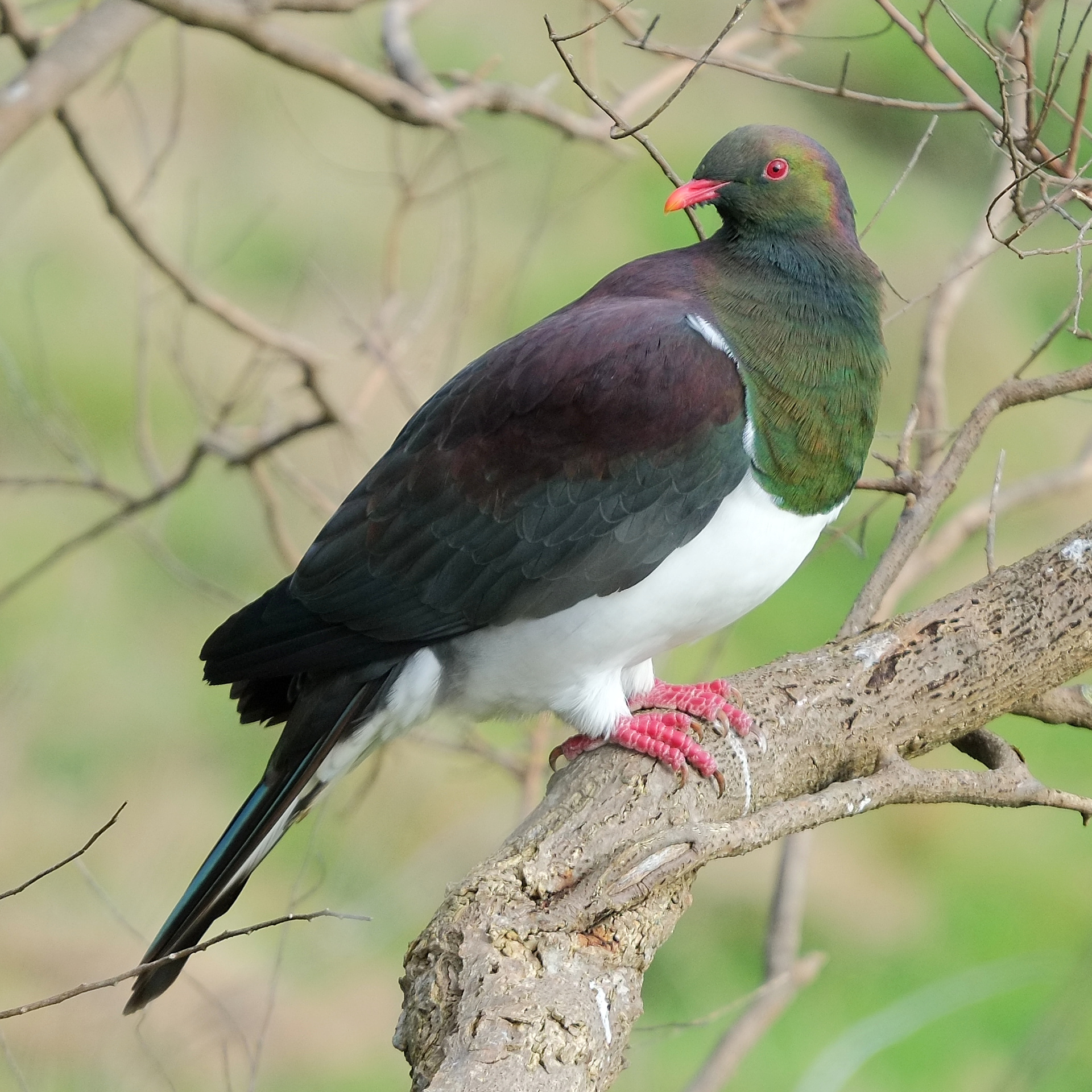
Hemiphaga novaeseelandiae

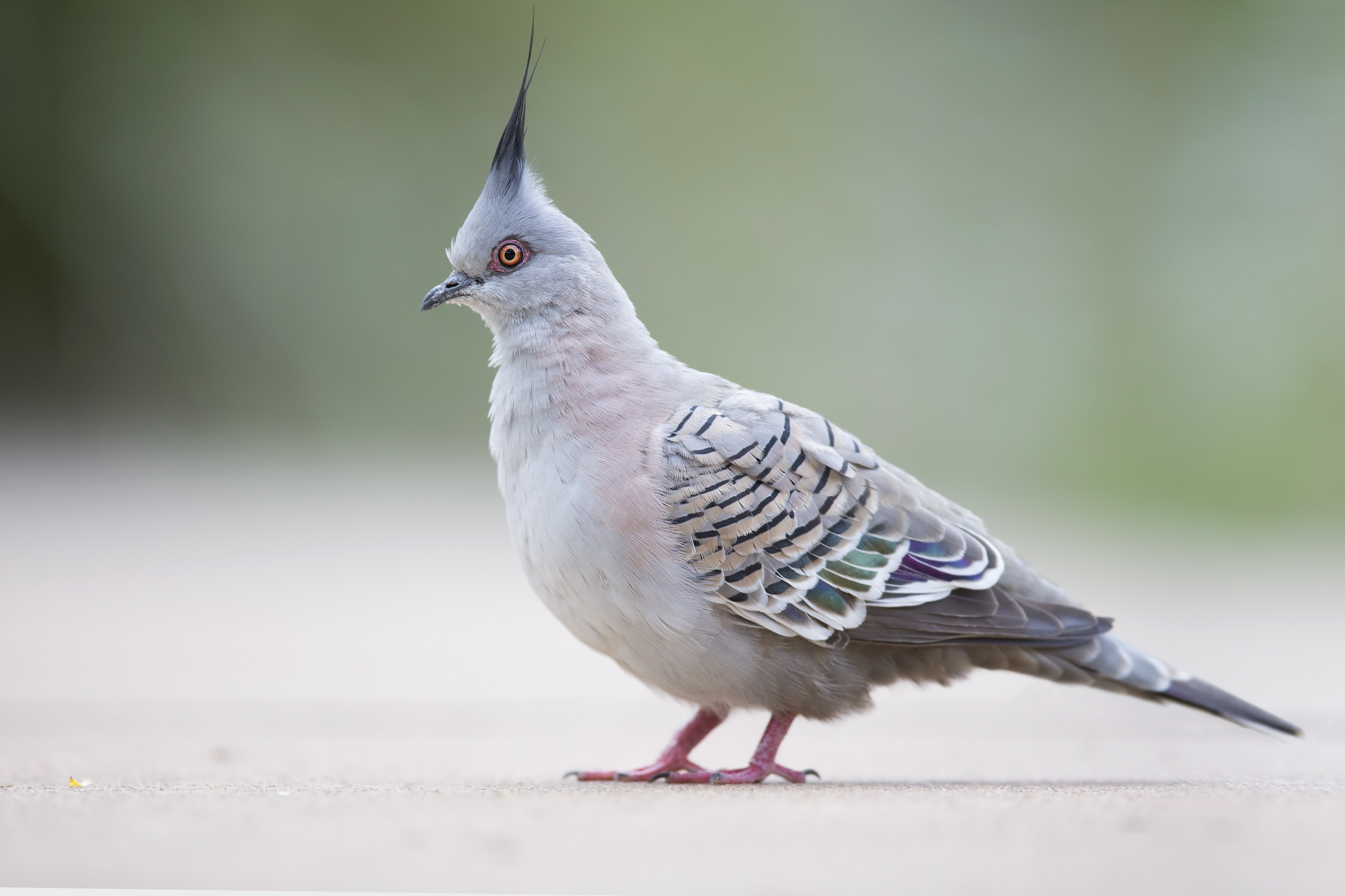
Ocyphaps lophotes

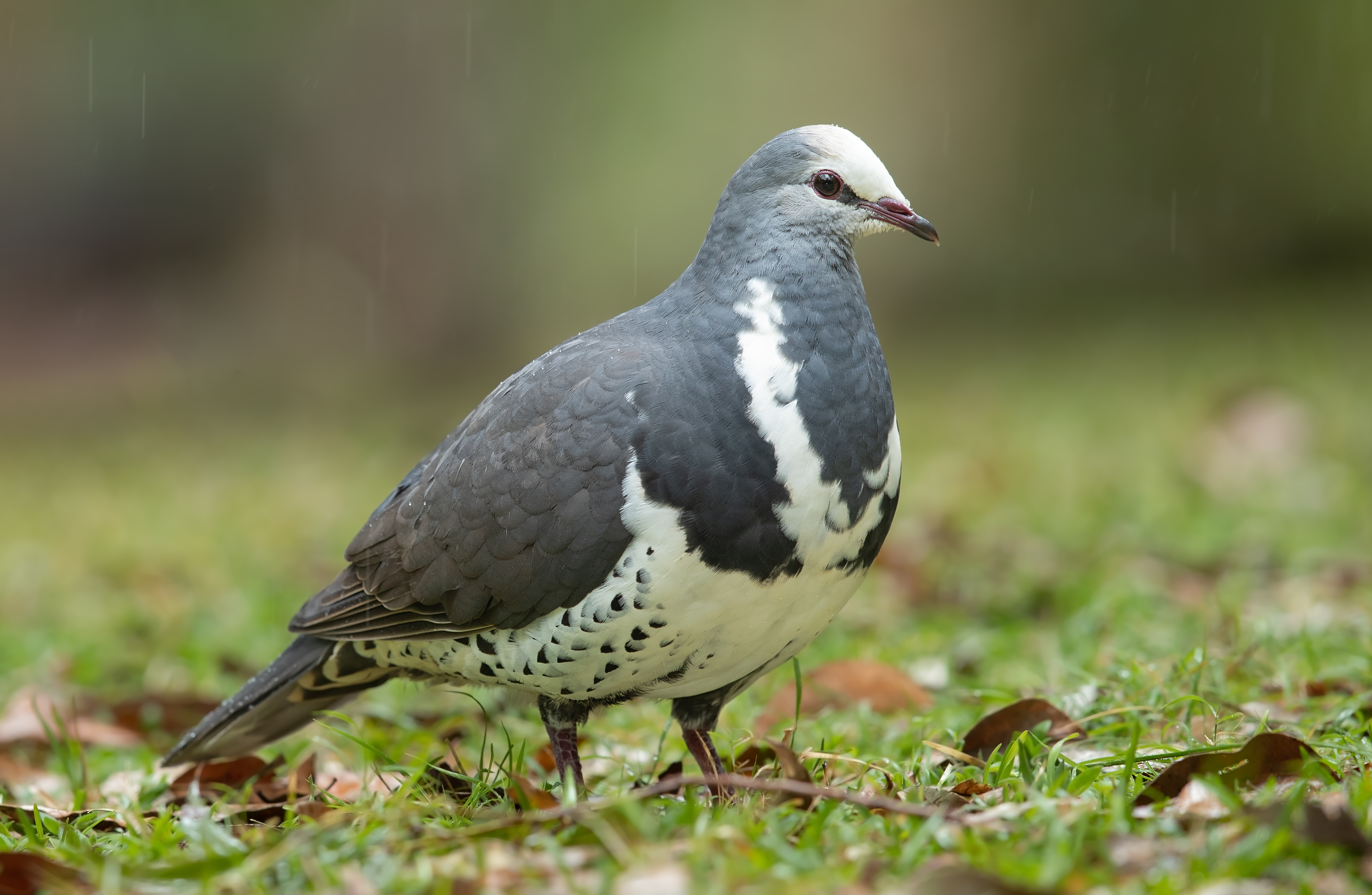
Leucosarcia melanoleuca

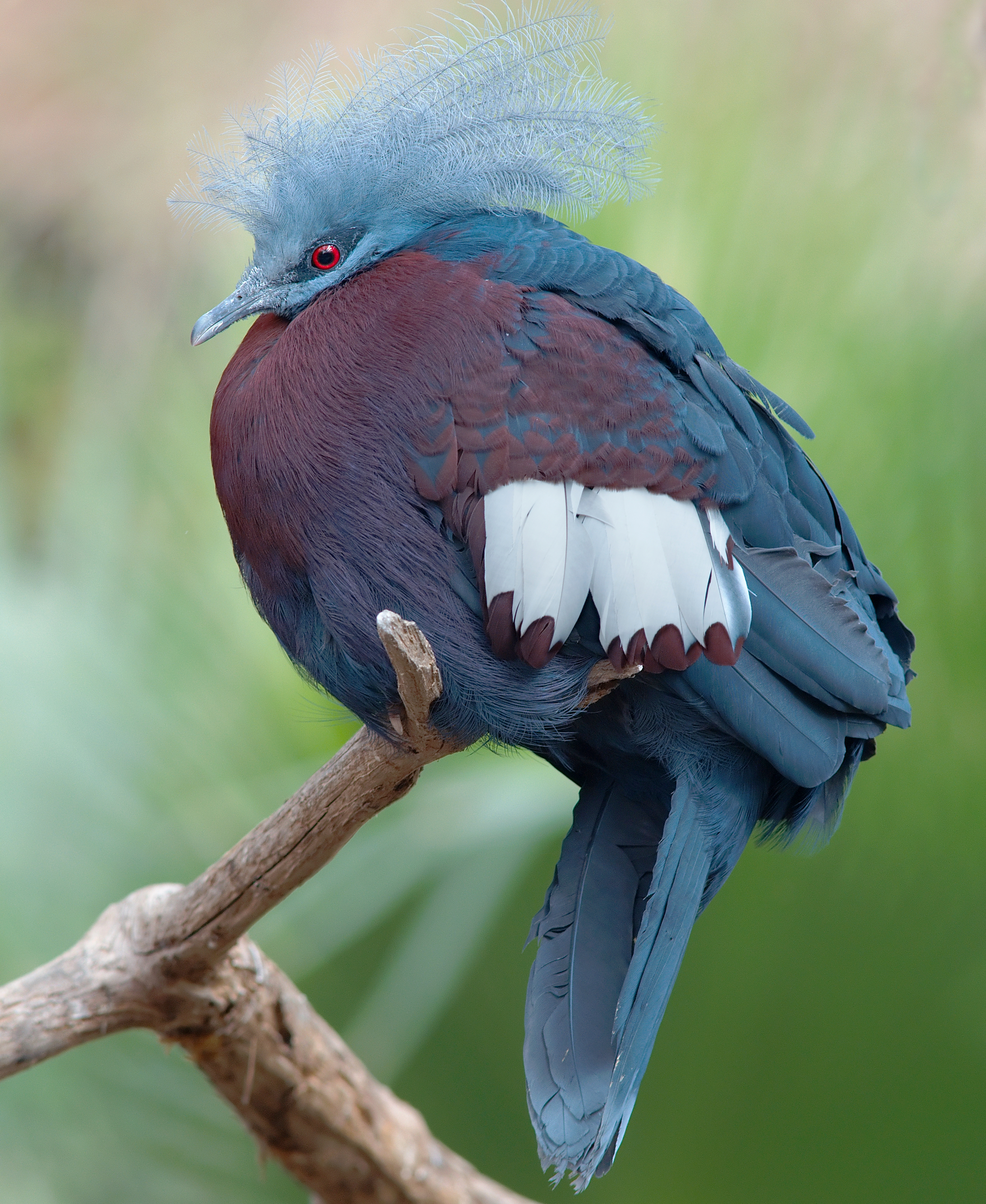
Goura sclaterii

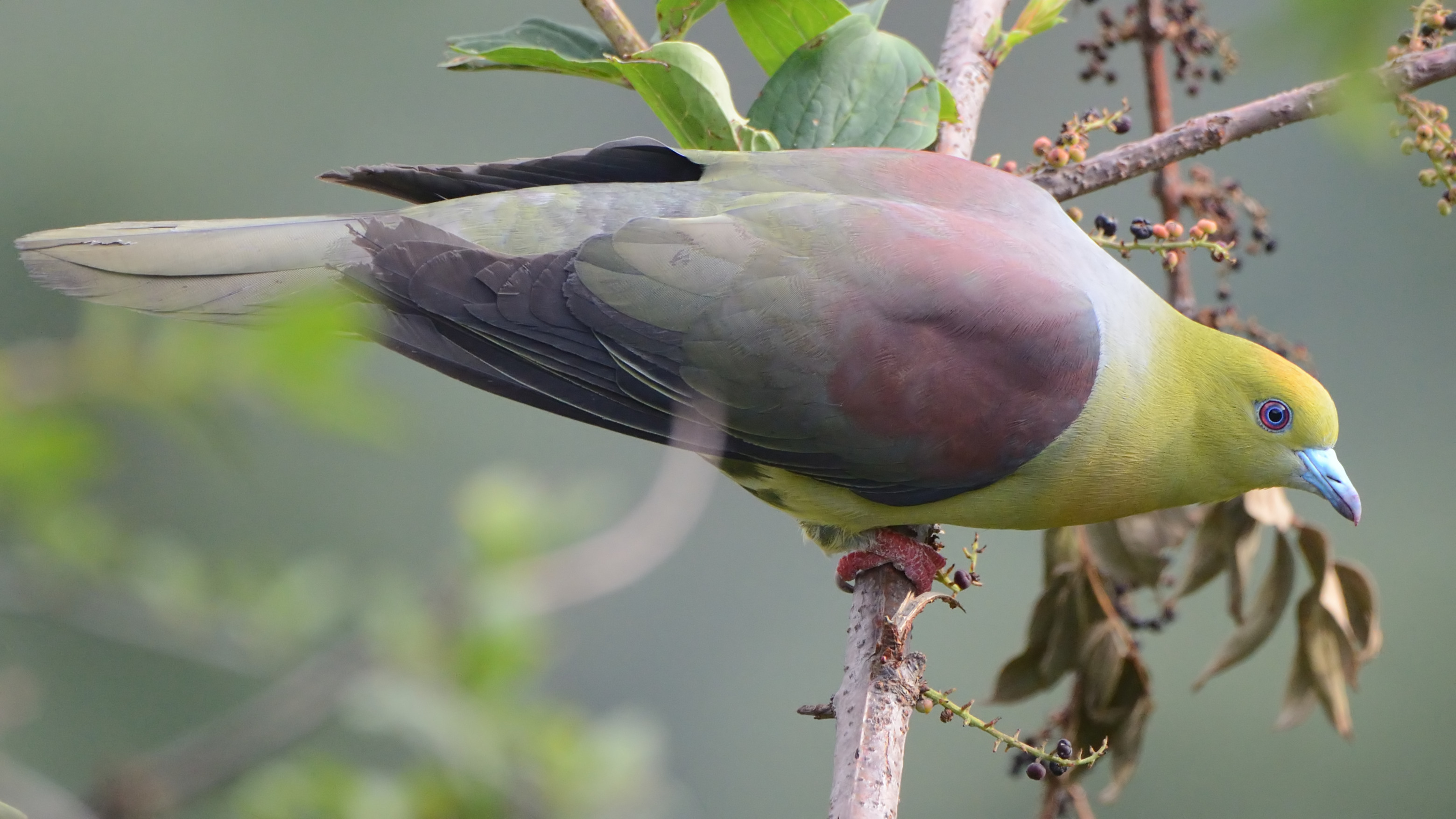
Treron sphenurus

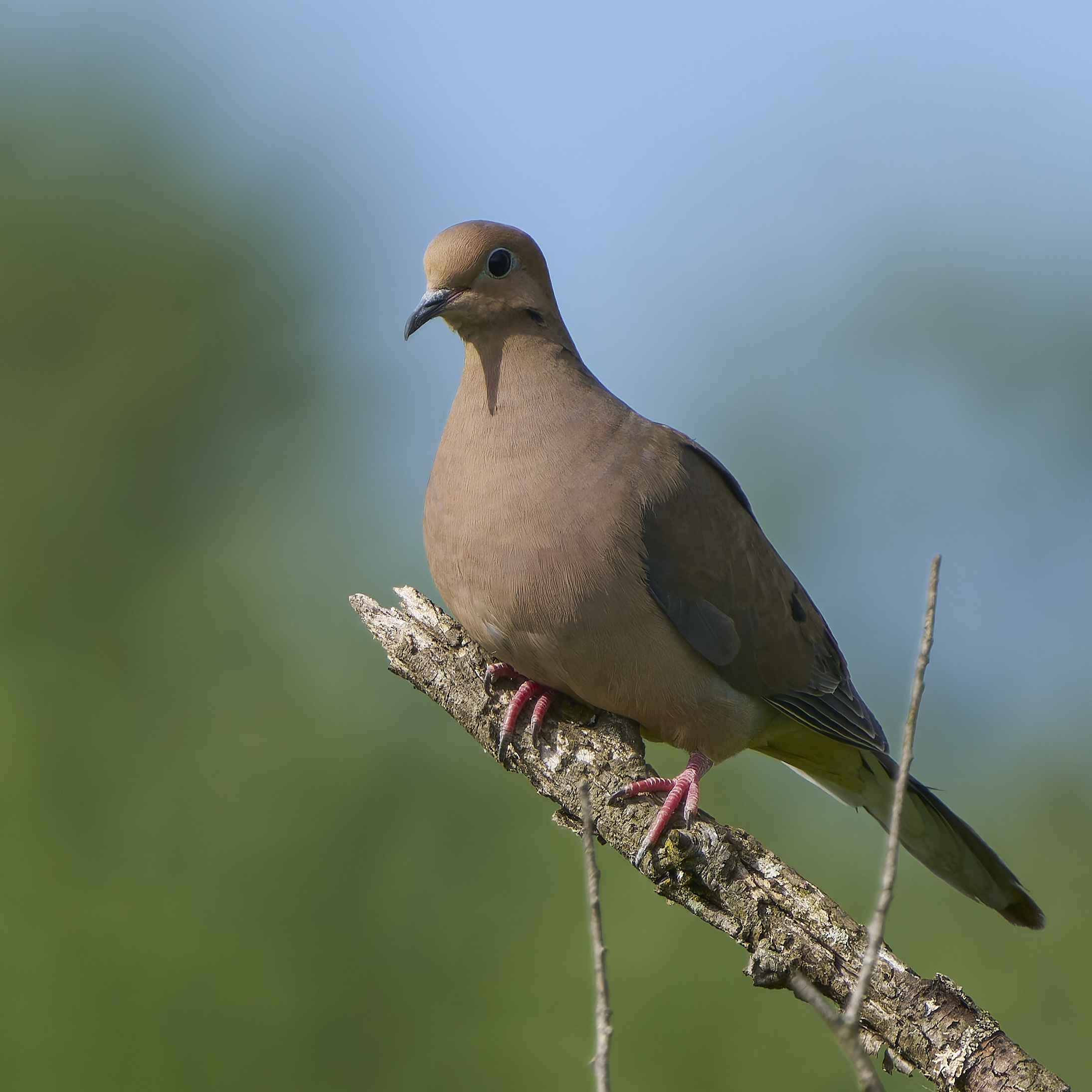
Zenaida macroura

Specii fosile a căror localizare este incertă:
- Genul †Arenicolumba Steadman, 2008
- Genul †Rupephaps Worthy, Hand, Worthy, Tennyson, & Scofield, 2009 (St. Bathans pigeon, Miocene of New Zealand)

#### Subfamilia Columbinae (porumbei și turturele)
- Tribul Zenaidini [Leptotilinae]
  - Genul Geotrygon (10 specii)
  - Genul Starnoenas
  - Genul Leptotrygon
  - Genul Leptotila (11 specii)
  - Genul Zenaida (7 specii)
  - Genul Zentrygon (8 specii)
- Tribul Columbini
  - Genul Patagioenas (porumbei americani, 17 specii)
  - Genul Reinwardtoena (3 specii)
  - Genul Turacoena (3 specii)
  - Genul Macropygia (15 specii)
  - Genul Streptopelia (13 specii)
  - Genul Columba (35 specii din care 2 au dispărut recent)
  - Genul Spilopelia (2 specii)
  - Genul Nesoenas (3 specii)
  - Genul †Ectopistes (porumbelul pasager; extinct 1914)
  - Genul †Dysmoropelia Olson, 1975 (preistoric)

#### Subfamilia Claravinae
- Genul Claravis
- Genul Paraclaravis (2 specii)
- Genul Uropelia
- Genul Metriopelia (4 specii)
- Genul Columbina (9 specii)

#### Raphinae
- Tribul Phabini 
  - Genul Henicophaps (2 specii)
  - Genul Gallicolumba (7 specii)
  - Genul Pampusana (13 specii din care 3 au dispărut recent)
  - Genul Ocyphaps
  - Genul Petrophassa (2 specii)
  - Genul Leucosarcia
  - Genul Geopelia (5 specii)
  - Genul Phaps (3 specii)
  - Genul Geophaps (3 specii)
- Tribul Raphini [Didunculinae; Otidiphabinae; Gourinae]
  - Genul Trugon
  - Genul Otidiphaps
  - Genul Goura (4 specii)
  - Genul Didunculus
  - Genul Caloenas
  - Genul †Raphus (dodo, extinct la sfârșitul secolului al XVII-lea)
  - Genul †Pezophaps (extinct c. 1730)
  - Genul †Bountyphaps Worthy & Wragg, 2008 (preistoric)
  - Genul ?†Natunaornis (preistoric)
  - Genul †Microgoura (dispărut la începutul secolului XX)
  - Genul  ?†Deliaphaps De Pietri, Scofield, Tennyson, Hand, & Worthy, 2017
- Tribul Turturini
  - Genul Phapitreron (3 specii)
  - Genul Oena
  - Genul Turtur (5 specii)
  - Genul Chalcophaps (3 specii)
- Tribul Treronini
  - Genul Treron (30 specii)
- Tribul Ptilinopini 
  - Genul Ducula (42 specii)
  - Genul Ptilinopus
  - Genul Hemiphaga (2 specii)
  - Genul Lopholaimus
  - Genul Cryptophaps
  - Genul Gymnophaps (4 specii)
  - Genul  ?†Tongoenas Steadman & Takano, 2020 (preistoric)